# Anomomarsupella
Anomomarsupella là một chi rêu trong họ Gymnomitriaceae.